# Potamochoerus porcus
Espèce
Répartition géographique
Synonymes
- Potamochoerus albifrons Du Chaillu, 1860[1]
- Potamochoerus albinuchalis Lönnberg, 1919[1]
- Potamochoerus guineensis (Pallas, 1766)[1]
- Potamochoerus mawambicus Lorenz, 1923[1]
- Potamochoerus penicillatus (Schinz, 1848)[1]
- Potamochoerus pictus (Gray, 1852)[1]
- Potamochoerus porcus albifrons Du Chaillu, 1860[2]
- Potamochoerus porcus albinuchalis Lönnberg, 1919[2]
- Potamochoerus porcus guineensis (Pallas, 1766)[2]
- Potamochoerus porcus mawambicus Lorenz, 1923[2]
- Potamochoerus porcus penicillatus (Schinz, 1848)[2]
- Potamochoerus porcus pictus (Gray, 1852)[2]
- Potamochoerus porcus porcus (Linnaeus, 1758)[2]
- Potamochoerus porcus ubangensis Lönnberg, 1910[2]
- Potamochoerus ubangensis Lönnberg, 1910[1]

Statut de conservation UICN

 LC  : Préoccupation mineure
Le Potamochère roux (Potamochoerus porcus) est l'une des deux espèces de Potamochères reconnues. 
Il vit dans les forêts humides, les savanes africaines.
C'est un mammifère d'une hauteur de 60 à 75 cm pour un poids compris entre 55 et 80 kg. Le pelage est de couleur fauve avec les pattes noires et la tête noire et blanche.
C'est un animal grégaire, qui vit en groupe de 6 à 20 individus mené par un mâle dominant. La femelle donne naissance à des portées de 3 à 6 petits.
Le potamochère est un animal omnivore, qui se nourrit d'herbe, de fruits, de racines, d'insectes, de mollusques, de petits vertébrés et de charognes.

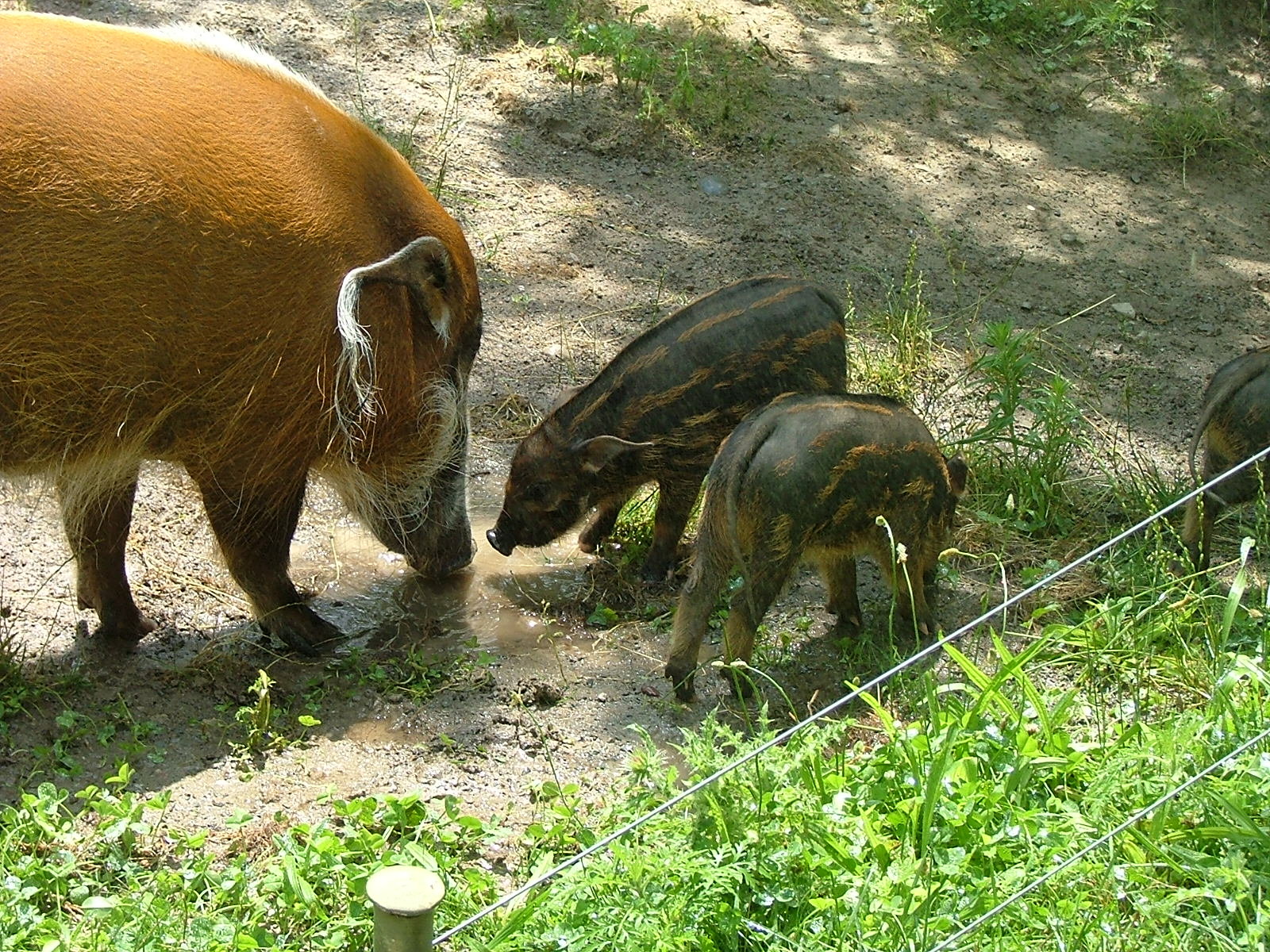
Mère et ses petits au zoo de Toronto.